# Rocket (POLYSICSの曲)
『Rocket』（ロケット）は、日本のロックバンド、POLYSICSの9枚目のシングル。2007年11月21日に発売。発売元はキューンレコード。

## 解説
- アルバム『KARATE HOUSE』以来9か月を経てのリリース。
- アルバムアートはクリエイター集団のパンタグラフが担当。次回作の『Pretty Good』、アルバムの『We ate the machine』も担当した[1]。
- 本作にはバンド史上初のカラオケが収録された。
- 初回限定：アニメ『もやしもん』書き下ろし抗菌加工ステッカー封入

## 収録曲
1. Rocket (2:56)
（作詞：Hiroyuki Hayashi 作曲：Hiroyuki Hayashi, Fumi）
2. Raw (2:41)
（作詞・作曲：Hiroyuki Hayashi）
3. Rocket (Karaoke) (2:55)
4. Raw (Karaoke)(2:40)

全編曲：POLYSICS